# Lysimachia prolifera
Lysimachia prolifera là một loài thực vật có hoa trong họ Anh thảo. Loài này được Klatt mô tả khoa học đầu tiên năm 1866.